# Nhà máy chưng cất rượu Glendronach

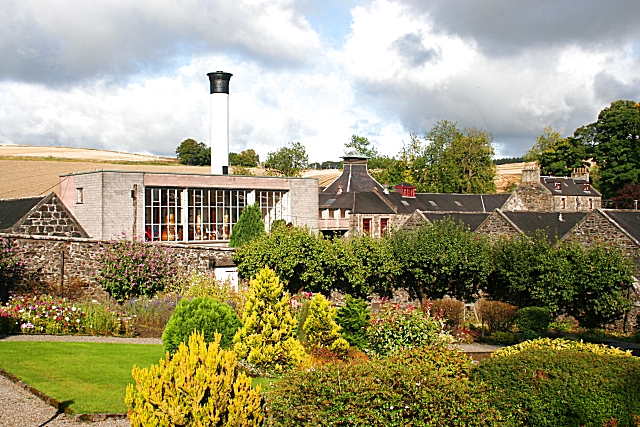
Nhà máy chưng cất rượu Glendronach

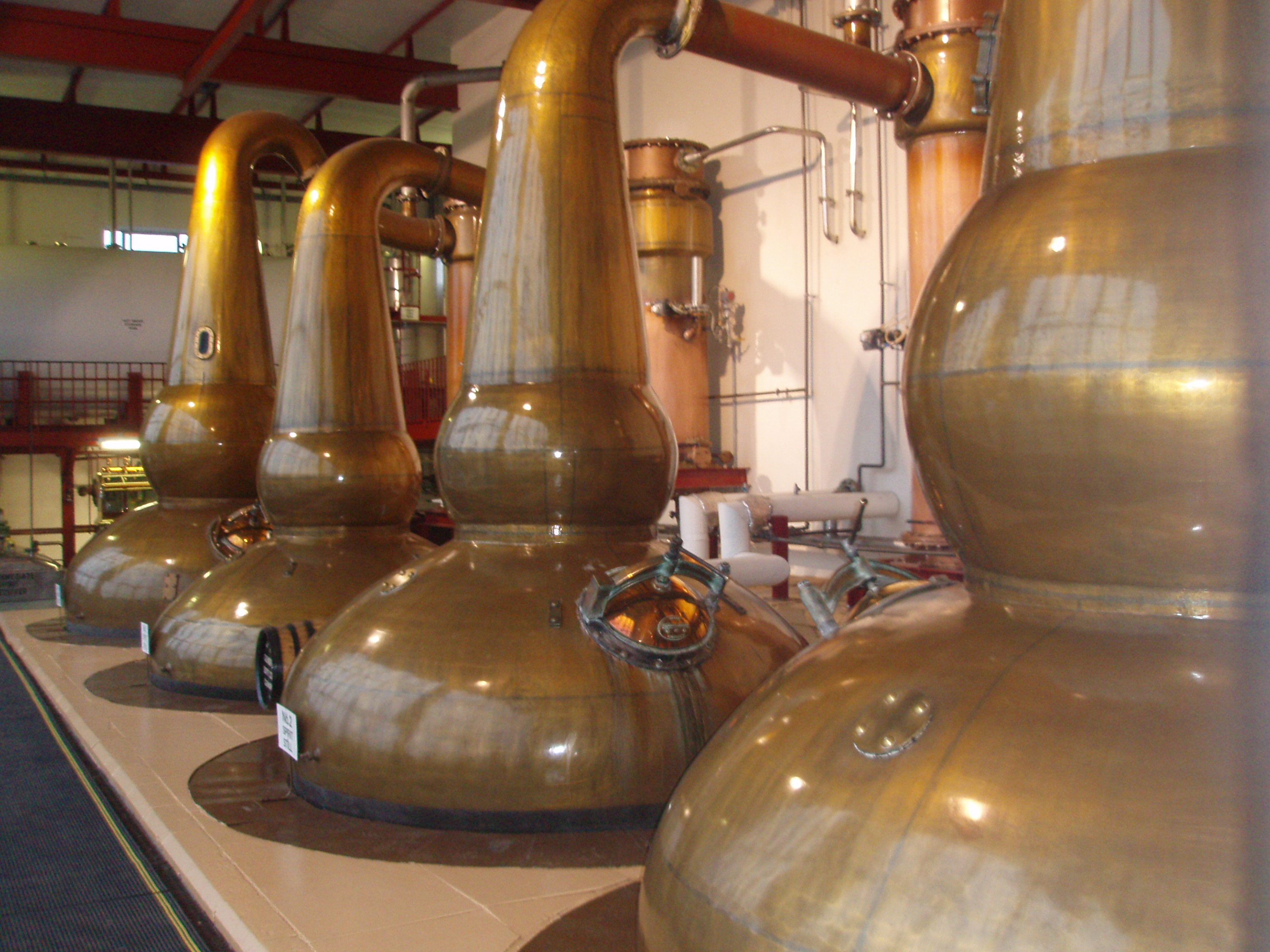
Những thùng chưng cất

Glendronach là tên một nhà máy chưng cất rượu Scotch whisky nằm gần Forgue, Huntly, Aberdeenshire, Quận Speyside, Scotland. Nó thuộc sở hữu Công ty TNHH BenRiach Distillery.

## Lịch sử
Nhà máy chưng cất rượu được thành lập vào năm 1826 bởi James Allardes (tên thường gọi Allardice), đây là một trong những nhà máy chưng cất rượu Scotch whisky đầu tiên được cấp phép.
Năm 1960, Nhà máy chưng cất rượu Glendronach đã được công ty TNHH Teachers and Sons mua lại và tăng số cột chưng cất từ 2 lên 4 cột.
Năm 2002 nhà máy chưng cất tái mở cửa với đầy đủ các dòng sản phẩm
Năm 2008 Công ty BenRiach Distillery chính thức là chủ sở hữu nhà máy.
Các chủ sở hữu đáng chú ý khác bao gồm Walter Scott, người đã mua lại nó vào năm 1881 và Charles Grant, con trai của người sáng lập nhà máy chưng cất Glenfiddich, vào năm 1920.
Năm 2011 là năm đánh dấu nhiều thành công của Nhà máy chưng cất rượu Glendronach khi các sản phẩm của họ được đánh giá cao tại Malt Maniacs Awards và Jim Murray's 2012 Whisky Bible.

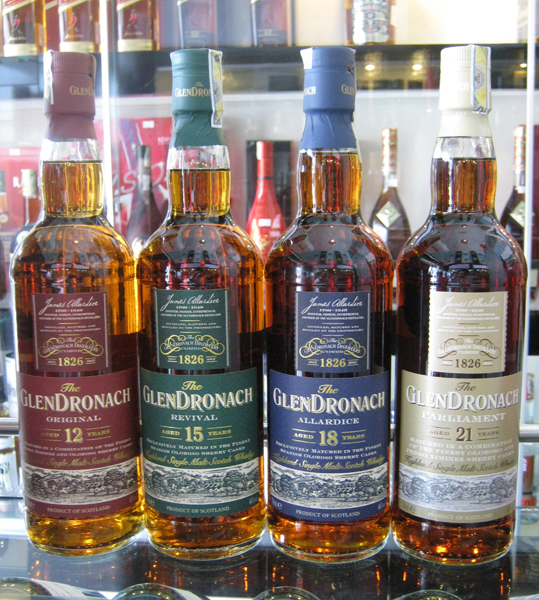
Các dòng sản phẩm Glendronach